# Tetramethylammoniumtetrachloroaurat
Tetramethylammoniumtetrachloroaurat, nach IUPAC Tetramethylammoniumtetrachloridoaurat, ist ein Salz aus der Gruppe der quartären Ammoniumverbindungen und Tetrachloroaurate.

## Herstellung
Bei der Reaktion von Tetrachlorogoldsäure mit Tetramethylammoniumchlorid in wässriger Lösung entsteht Tetramethylammoniumtetrachloroaurat, das als gelber Feststoff ausfällt.

## Reaktionen
Durch Reaktion von Tetramethylammoniumtetrachloroaurat mit quecksilberorganischen Verbindungen können organische Reste auf das Goldatom übertragen werden, wodurch diverse Goldkomplexe zugänglich sind.